# 赤羽郵便局
赤羽郵便局（あかばねゆうびんきょく）は、東京都北区にある郵便局。民営化前の分類では集配普通郵便局であった。局番号は01017。

## 概要
住所：〒115-8799 東京都北区赤羽南1-12-10

### 併設施設
- ゆうちょ銀行赤羽店（本店赤羽出張所）：取扱店番号010170

### 分室
分室はなし。過去に存在した分室は以下のとおり。
- 岸町分室 - 1949年（昭和24年）に廃止。

## 沿革
- 1881年（明治14年）3月 - 王子郵便分局として、東京府北豊島郡に開設[1]。
- 1883年（明治16年）
  - 5月 - 王子郵便局（五等）となる[1]。
  - 12月 - 王子村郵便受取所となる[1]。
- 1885年（明治18年）12月5日 - 再び王子郵便局となる[1]。
- 1947年（昭和22年）3月26日 - 北区王子町一丁目に岸町分室を設置[2]。
- 1949年（昭和24年）2月11日 - 赤羽郵便局に改称[3]。同日、岸町分室を廃止[4][5]。
- 1958年（昭和33年）4月1日 - 電話通話および和文電報受付事務の取扱を開始。
- 1965年（昭和40年）11月 - 局舎新築落成。
- 1993年（平成5年）7月1日 - 外国通貨の両替および旅行小切手の売買に関する業務取扱を開始。
- 2007年（平成19年）10月1日 - 民営化に伴い、併設された郵便事業赤羽支店、ゆうちょ銀行赤羽店に一部業務を移管。
- 2012年（平成24年）10月1日 - 日本郵便株式会社の発足に伴い、郵便事業赤羽支店を赤羽郵便局に統合。
- 2017年（平成29年）2月6日 - ゆうゆう窓口の24時間営業を廃止。

## 取扱内容

### 赤羽郵便局
- 郵便、印紙、ゆうパック、内容証明
- 生命保険、バイク自賠責保険、自動車保険
- 北区の一部地域（〒115-xxxx）の集配業務
- ゆうゆう窓口

### ゆうちょ銀行赤羽店
- 貯金、貸付、為替、振替、振込、国際送金、外貨両替、国債、投資信託、変額年金保険
- ATM

## 風景印
- 図案は『荒川大橋』・『堰堤』
- 使用開始日は1952年（昭和27年）4月20日

## 周辺
- 赤羽消防署
- 赤羽図書館
- 北区立赤羽会館
- 吉野家ホールディングス本社（元・カルビー本社の建物）
- 国道122号

## アクセス
- 東日本旅客鉄道（JR東日本）京浜東北線・宇都宮線・高崎線・埼京線・湘南新宿ライン 赤羽駅（南口）から徒歩約6分
- 国際興業バス、関東バス 赤羽南一丁目停留所下車
- 首都高中央環状線 王子北出入口から北西へ、もしくは首都高池袋線 板橋本町出入口から北東へそれぞれ約3km
- 駐車場あり：2台